# Каштановокрылый чёрный трупиал
Каштановокрылый чёрный трупиал (лат. Agelaius humeralis) — вид птиц рода чёрные трупиалы. Встречается на Кубе и острове Гаити. Выделяют два подвида.

## Описание
Длина составляет 20 см, оперение полностью чёрного цвета, за исключением коричнево-оранжевого пятна на «плече».

## Подвиды
Выделяют два подвида:
- A. h. humeralis (Vigors, 1827) — встречается на Кубе и Гаити
- A. h. scopulus Garrido, 1970 — встречается на юго-западе Кубы

## Размножение
Размножаются с апреля по август, откладывая три—четыре зеленовато-белых яйца с коричневыми пятнами в гнездо, выстланное мягкими материалами и размещенное на дереве.

## Рацион и среда обитания
Каштановокрылые чёрные трупиалы питаются насекомыми, семенами, нектаром, фруктами и мелкими ящерицами. Естественная среда обитания — кустарниковые степи, пастбища и сильно деградировавшие бывшие леса.

## Популяция
Популяция данного вида стабильна.